# Cycle du carbone
Ne doit pas être confondu avec Cycle carbone-azote-oxygène.

Schéma du cycle du carbone : l'immense réservoir de carbone est la lithosphère, qui stocke 80 000 000 gigatonnes (Gt) de carbone minéral, sous forme de roches carbonatées et 14 000 Gt de carbone dans la matière organique pétrole, charbon, gaz fossile (réévaluation par rapport aux données du schéma). L'hydrosphère est un réservoir intermédiaire qui stocke 39 000 Gt de carbone sous forme de gaz carbonique. L’atmosphère et la biosphère sont des petits réservoirs : le premier stocke 750 Gt principalement sous forme de, le second deux à trois fois plus selon les auteurs.

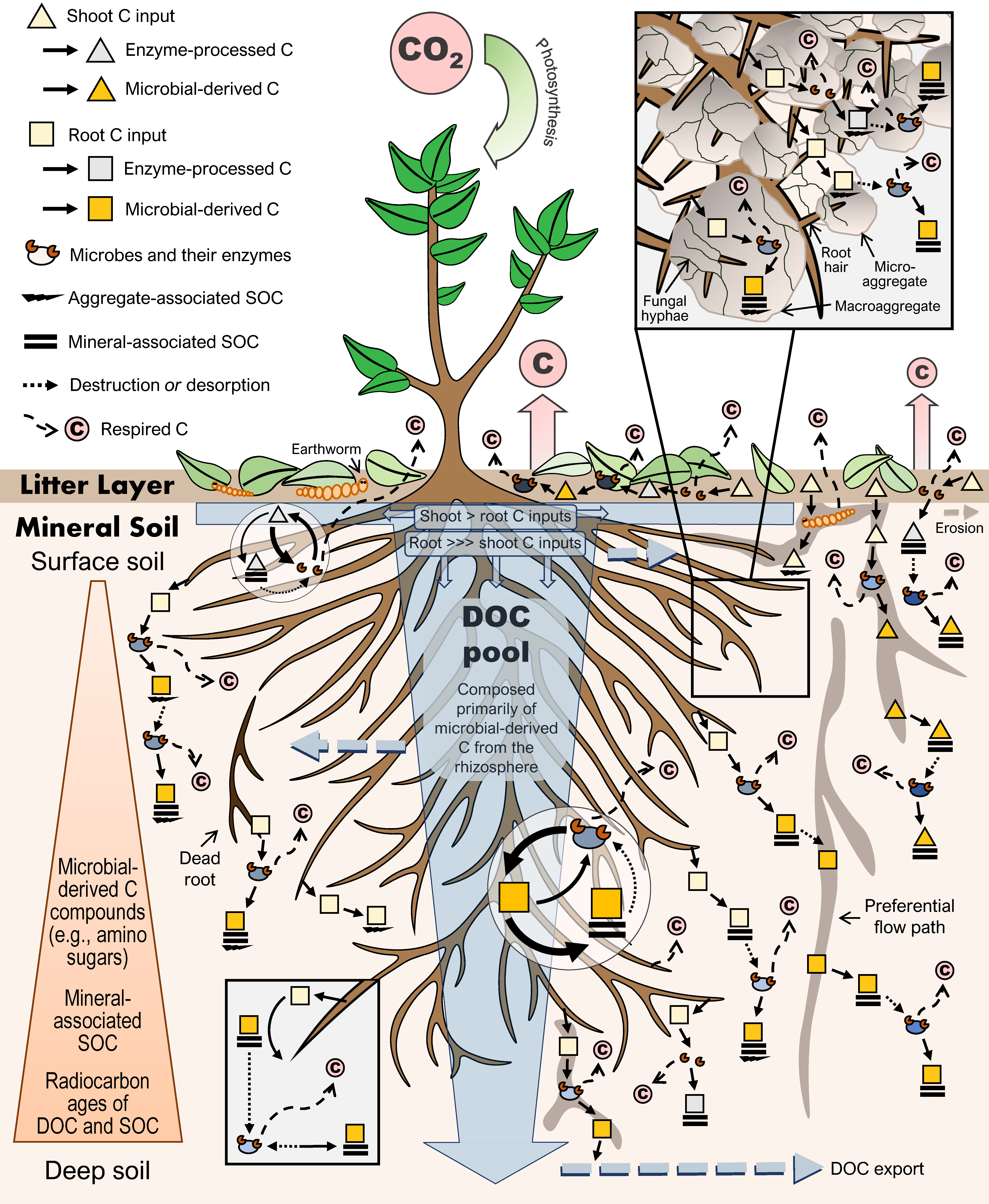
Cycle du carbone organique du sol. Légende : SOC=soil organic carbon ; DOC=dissolved organic carbon.

Le cycle du carbone est le cycle biogéochimique (ensemble des échanges d'un élément chimique) du carbone sur une planète.
Celui de la Terre est rendu plus complexe par l'existence d'importantes masses d'eau océaniques, et surtout par le fait que la vie (et donc les composés carbonés qui en sont le substrat) y tient une place importante. Il est caractérisé par l'importance relative des stocks emmagasinés dans les quatre grands réservoirs naturels de carbone de la planète (atmosphère, biosphère, hydrosphère et lithosphère), par les échanges entre ces réservoirs, et le renouvellement dynamique (appelé « turnover ») général du carbone du sol (pédosphère) qui inclut généralement la minéralisation (conversion du carbone organique en dioxyde de carbone) et la transformation d'un réservoir de carbone à un autre (matière organique du sol (en) fraîche et matière organique humifiée).
L'étude des cycles des principaux éléments chimiques (dont le carbone) a toujours été d'un grand intérêt scientifique et technique ; cela permet notamment d'évaluer la disponibilité, prédire les conditions et zones d'accumulation (pour une exploitation), définir les leviers à actionner pour optimiser localement une production sensible à un élément, etc.
Le cycle du carbone est très important pour la biosphère, puisque la vie est fondée sur l'utilisation de composés à base de carbone : la disponibilité en carbone fait partie des facteurs primordiaux pour le développement des êtres vivants sur Terre.
Enfin l'étude de ce cycle a récemment pris un relief tout particulier dans le cadre de la question du réchauffement climatique : deux des gaz à effet de serre en cause, le dioxyde de carbone (CO2) et le méthane (CH4), participent au cycle du carbone, dont ils sont la principale forme atmosphérique. Plus largement que les questions climatiques, l'étude du cycle du carbone permet de déterminer les effets du relargage par les activités humaines du carbone stocké sous forme de combustibles fossiles.

## Réservoirs de carbone et vitesses d'échanges

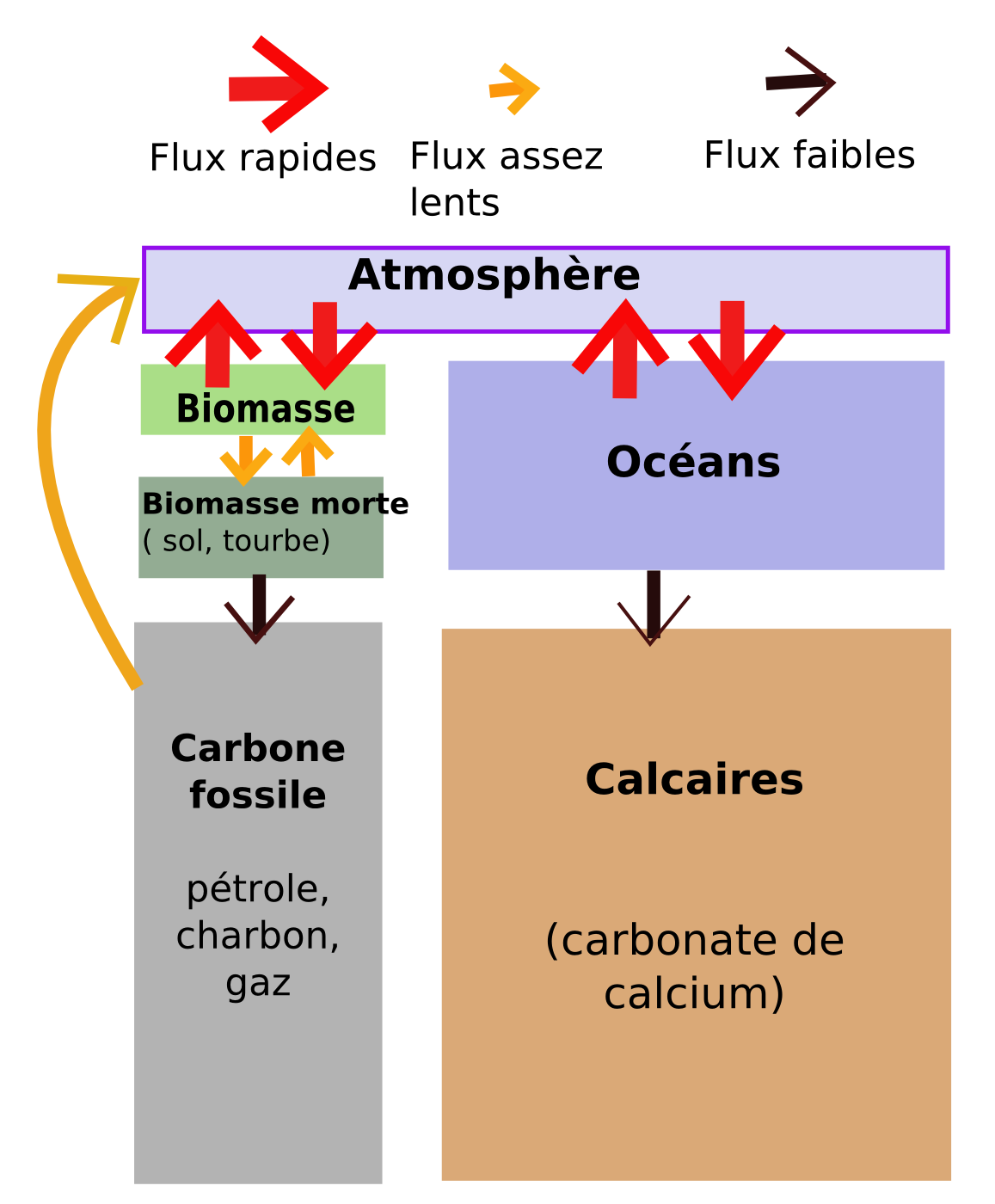
Cycle simplifié du carbone.

Il existe quatre types de réservoirs de carbone :
- l'atmosphère et l'hydrosphère (océans principalement), où le carbone est diffus et dissous principalement sous forme de gaz carbonique (CO2), et plus marginalement de méthane (CH4) ;
- la biosphère, où le carbone est fixé dans la biomasse, sous forme de carbone organique ou de constituant squelettique (y compris en mer, sous forme de biomasse planctonique) ;
- la lithosphère, où le carbone est fixé sous forme de roches fossiles, combustible (pétrole, charbon, gaz) ou calcaire ;
- le manteau terrestre, où du gaz carbonique est présent sous forme diffuse et dissoute.

Le cycle naturel du carbone dans le système Terre peut être évalué en analysant la dimension, les flux d'échanges et le temps de résidence d'un atome de carbone dans les différents réservoirs.
En termes de flux, l'essentiel du cycle se fait entre l'atmosphère, les couches superficielles du sol et des océans, et la biosphère (biomasse et nécromasse).
Sur les continents, les tourbières, prairies et forêts, mais aussi certains sols jouent un rôle plus ou moins important de stockage intermédiaire de carbone, ou de puits de carbone.
Les échanges de carbone se mesurent en milliards de tonnes (gigatonnes) par an (Gt/an). Le principal flux est celui entre biosphère et atmosphère, de l'ordre de 60 Gt an−1, correspondant d'un côté à la photosynthèse, et de l'autre à la respiration et la décomposition aérobies. Les flux géologiques sont de deux ordres de grandeur plus faibles, avec le dégazage de CO2 par le volcanisme (0,1 Gt an−1), la fossilisation de roches combustibles (0,1 Gt an−1), et la sédimentation de roches carbonatées (0,3 Gt an−1).
En termes de masses, la plus grande partie du carbone terrestre est piégée dans la lithosphère, sous forme de composés qui participent peu au cycle : roches sous forme de carbonates et combustibles fossiles.
Par ordre de taille décroissante, on distingue :
- un immense réservoir, la géosphère : la lithosphère (80 000 000 gigatonnes (Gt) de carbone minéral, sous forme de roches carbonatées et 14 000 Gt de carbone dans la matière organique fossile — pétrole, charbon, gaz —), et dans une moindre mesure le manteau terrestre ;
- un réservoir de taille moyenne (39 000 Gt de carbone) constitué par les masses d'eaux océaniques superficielles et profondes ;
- et plusieurs réservoirs de petite taille, c'est-à-dire inférieurs à 2 000 Gt de carbone comprenant : l'atmosphère (750 à 800 Gt de carbone principalement sous forme de CO2), la biosphère (organismes vivants, principalement sous forme de biomasse végétale vivante dans les forêts[2] : 550 à 600 Gt de carbone, avec des estimations très variables selon les auteurs) et les sols qui comprennent les litières et les tourbières (1 500 Gt de carbone à 1 m de profondeur, avec des estimations également très variables)[3],[4]

## Cycle géologique du carbone

### Cycle carbonate-silicate
99,6 % du carbone terrestre (correspondant à approximativement 108 gigatonnes de carbone) est piégé dans le réservoir géologique, et évolue à des vitesses géologiques. Pour l'essentiel, tout le carbone est passé à un moment ou à un autre de son histoire sous forme de carbonate. Par contraste, la biosphère ne concerne que 0,002 % du carbone terrestre.
Le cycle du carbone débute par l'arrivée du dioxyde de carbone (CO2) à la surface de la Terre. Elle résulte du dégazage du manteau terrestre lors des éruptions volcaniques, qui rejettent dans l'atmosphère divers gaz dont CO2 et le monoxyde de carbone (CO). Ainsi, l'atmosphère primitive de la Terre était principalement composée de CO2. Aujourd'hui, ce dégazage continue selon un flux faible, soit environ 0,1 Gt/an.
Au cours des âges, et alors que la température du soleil augmente, la plupart de ce CO2 originel a été peu à peu piégée surtout par des processus biologiques dans des « réservoirs » tels que la lithosphère (roches carbonatées, charbon…), la biosphère ou les océans.

### Cycle chimique
Les interactions chimiques de CO2 avec la lithosphère et l'hydrosphère ont été décrites par Harold Clayton Urey en 1952, mais avaient déjà été étudiées par Jacques-Joseph Ebelmen dès 1845.
Le gaz carbonique présent dans l'atmosphère se dissout dans l'eau pour former de l'acide carbonique, présent dans les eaux de pluie et de ruissellement :
CO2 + H2O ↔ H+ + HCO3−
L'acide carbonique est un acide faible, mais au fil des temps géologiques il contribue à l'érosion en rongeant les silicates, par exemple de la wollastonite de formule CaSiO3 (ainsi bien entendu que les carbonates), les dissociant en silice et en ions calcium, qui restent dissous :
CaSiO3 + 2 H+ → Ca2+ + SiO2 + H2O
À ce stade, le gaz carbonique est consommé pour produire de la silice et du bicarbonate en solution, par lequel il est fixé :
CaSiO3 + 2 CO2 + H2O → Ca2+ + 2 HCO3− + SiO2
Lorsqu'il précipite naturellement, le bicarbonate se transforme en carbonate. Dans le cycle biologique, les organismes aquatiques et surtout marins utilisent ces ions calcium pour bâtir leur squelette et coquilles, ce qui après leur mort sédimente et réalise une précipitation biologique de carbonate, pratiquement insoluble :
Ca2+ + CO3H− → CaCO3↓ + H+
En pratique, l'équation est équilibrée sur le plan ionique par un deuxième ion bicarbonate, et la précipitation du carbonate s'accompagne de la restitution de CO2 :
Ca2+ + 2 CO3H− → CaCO3↓ + CO2 ↑ +H2O
Au bilan, la transformation en milieu aqueux du silicate en silice et carbonate fixe une mole de gaz carbonique :
CO2 + CaSiO3 → SiO2 + CaCO3
Après avoir sédimenté sur les fonds marins, où ils deviennent piégés, les carbonates peuvent avoir deux destins possibles suivant le devenir de leur couche géologique. À la suite de mouvements tectoniques, un bassin sédimentaire peut se trouver soulevé et exposé par l'orogenèse, ce qui l'expose à l'érosion et réalise l'inverse de la précipitation biologique :
CaCO3 + H+ → Ca2+ + HCO3−
Alternativement, la plaque océanique chargée de carbonates peut disparaître dans le manteau terrestre, à travers une fosse de subduction. Dans ces conditions de température et de pression élevées, le carbonate réagit avec la silice présente pour former de nouveaux silicates et du gaz carbonique :
CaCO3 + SiO2 → CaSiO3 + CO2
Le gaz carbonique du manteau peut ensuite s'échapper avec les éruptions volcaniques, bouclant le cycle.

### Rétroactions
Le cycle entraîne une rétroaction négative critique entre les niveaux de dioxyde de carbone et les changements climatiques,.
Si par exemple CO2 s'accumule dans l'atmosphère, l'effet de serre augmentera la température de surface, ce qui augmentera également le taux de précipitations et l'altération du silicate, ce qui éliminera le carbone de l'atmosphère. De ce fait, le cycle carbonate-silicate a un effet stabilisateur sur le climat de la Terre sur de longues périodes, raison pour laquelle il a été appelé « le thermostat de la Terre »,.
À l'échelle de dizaines, voire de centaines de millions d'années, les niveaux de dioxyde de carbone dans l'atmosphère peuvent varier en raison de perturbations naturelles du cycle,,.
Des modifications de la surface de la planète, telles que l'absence de volcans ou l'élévation du niveau de la mer, qui réduiraient la quantité de surface exposée aux intempéries, peuvent modifier les vitesses auxquelles se déroulent les différents processus de ce cycle

### Intérêt du volcanisme et de ses dégagements de dioxyde de carbone dans l'histoire de la Terre
À plusieurs périodes dans l'histoire de la Terre, celle-ci a connu des refroidissements tels qu'elle était entièrement recouverte de glace des pôles à l'équateur. C'est la théorie de la « Terre boule de neige » (Snowball Earth). Un de ces événements eut lieu au Paléo protérozoïque (2,2 à 2,3 milliards d’années), et 3 ou 4 autres glaciations totales se seraient déroulées au Néoprotérozoïque (entre 730 à 590 millions d’années). Ce phénomène peut être expliqué par l'augmentation de la pluie, le ruissellement et donc l'érosion de surface, et la présence de multiples autres facteurs qui vont conduire à la chute du taux de CO2 atmosphérique.
Les volcans auraient joué un grand rôle en mettant fin à la glaciation « boule de neige ». Malgré la présence de glace partout, les éruptions volcaniques ont perduré et ont permis d'augmenter le taux de CO2 dans l'atmosphère qui a induit un réchauffement. C’est grâce à des cataclysmes volcaniques que notre planète a pu sortir de son état de sphère gelée. La présence du CO2 fut à l'origine de l'explosion de la vie, en permettant de ramener la température de la Terre dans une plage idéale (15 °C de moyenne) où les organismes vivants peuvent se développer.
L'ensemble volcans et monde vivant, plus précisément le plancton des océans, a permis d'ajuster le taux de CO2 de l'atmosphère terrestre. En effet, les volcans rejettent des quantités gigantesques de dioxyde de carbone dans l'atmosphère et favorisent l'explosion de la vie. Le plancton lui est venu tamponner cet effet en absorbant une partie du CO2 relargué et s'en sert encore aujourd'hui pour former sa coquille (formée souvent de CaCO3), éliminant ainsi une grande partie du dioxyde de carbone.

## Circulation océanique et atmosphérique

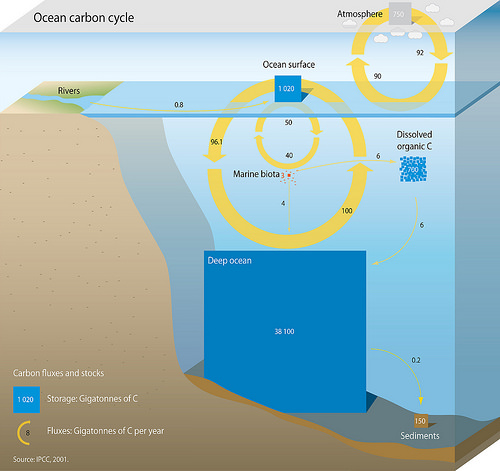
Échanges entre atmosphère, couche superficielle océanique et couche profonde.

### Répartition entre atmosphère et hydrosphère

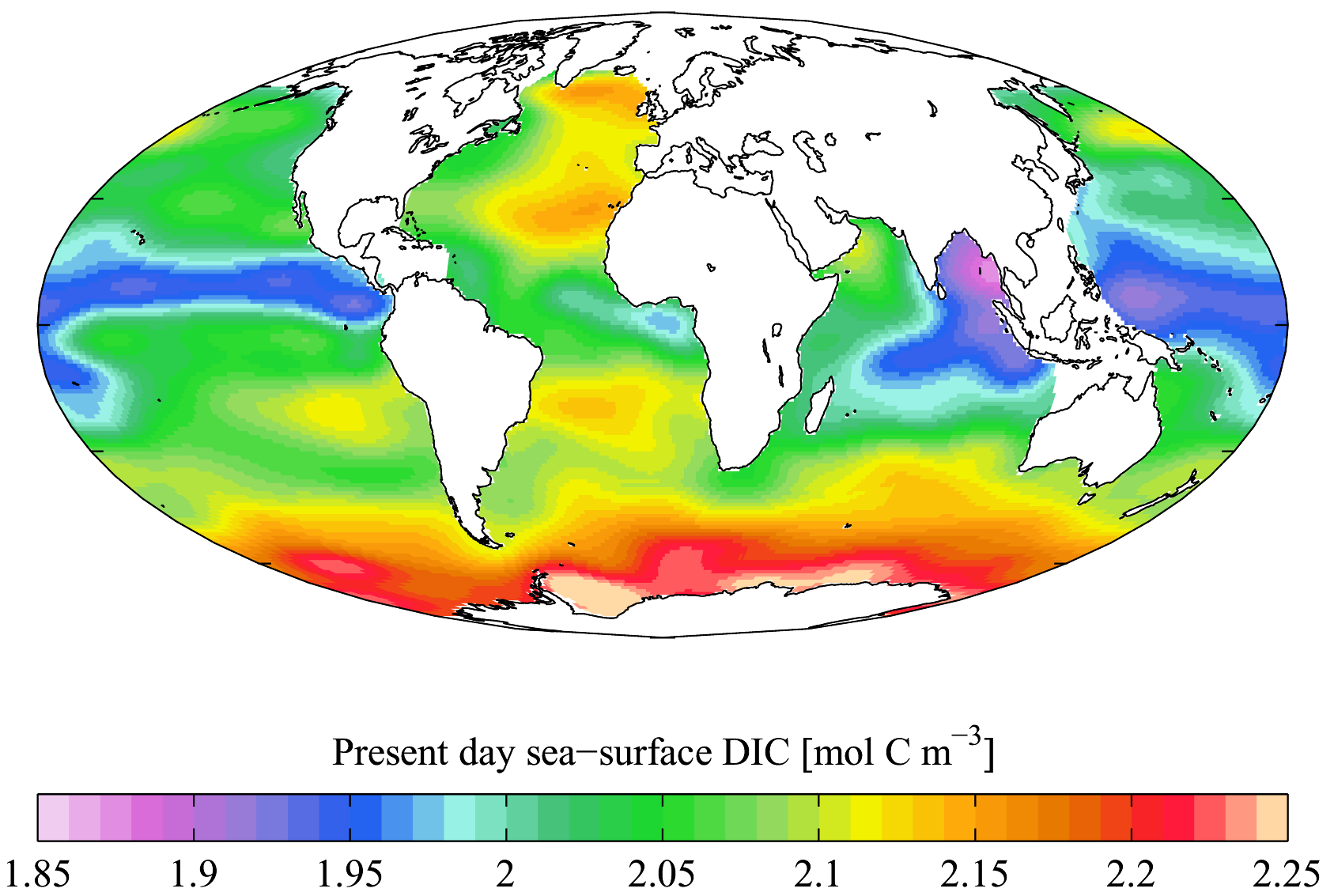
Concentrations des eaux de surface en dissout.

Le carbone « libre » sous forme de dioxyde de carbone (CO2) se répartit entre l'atmosphère et l'hydrosphère, ces deux réservoirs étant en échanges constants.
Conceptuellement, l'océan peut être divisé en une couche de surface, de quelques centaines de mètres ou moins, dans laquelle l'eau établit un contact fréquent (quotidien ou annuel) avec l'atmosphère, et une couche profonde en dessous de la couche mélangée, dans laquelle le temps entre les contacts consécutifs peut être des siècles.
Le carbone inorganique dissout dans la couche de surface est échangé rapidement avec l'atmosphère, en maintenant l'équilibre.
Le sens de ces échanges dépend de la latitude, car la solubilité de CO2 dépend de la température de l'eau des océans (les eaux froides contiennent plus de gaz dissous que les eaux chaudes). En se réchauffant, les masses d'eau océaniques tendent à dégazer leur CO2 dissout ; et quand elles migrent vers les zones polaires, ces masses d'eau se chargent au contraire en CO2 atmosphérique. Arrivées aux zones polaires, les masses d'eau, refroidies jusqu'à leur maximum de densité, plongent en entraînant le CO2 dissout. dans les couches profondes océaniques.
Les échanges se font essentiellement au niveau de la couche supérieure océanique, brassée par les vents et courants. La vitesse des échanges dépend de l'état de l'interface air-eau, donc du vent et de la hauteur de la houle : plus la surface de l'eau sera agitée et plus les échanges seront facilités… Les couches profondes océaniques sont sensiblement isothermes, au maximum de densité de l'eau, et ne font pas l'objet de dégazages ou d'absorption significatifs au cours de leur circulation. Ce n'est qu'après qu'un upwelling les a remises en surface qu'elles peuvent se réchauffer et dégazer leur CO2, après une circulation thermohaline de l'ordre de 1 500 ans.
Principalement en raison de son volume plus important, et en partie parce que sa concentration en éléments gazeux carbonés est environ 15 % plus élevée que la moyenne des eaux de surface, l'océan profond contient beaucoup plus de carbone - c'est le plus grand bassin de carbone à cycle actif dans le monde, contenant 50 fois plus que l'atmosphère. Mais le temps nécessaire pour atteindre l'équilibre avec l'atmosphère se compte ici en centaines d'années: l'échange de carbone entre les deux réservoirs océaniques est lent à échelle humaine.

### Équilibres chimiques
Du fait de la forte solubilité du dioxyde de carbone (CO2) dans l'eau, et de l'importance du volume des océans, la capacité de stockage de l'hydrosphère est impressionnante : 63 fois plus élevée que celle de l'atmosphère.
Le carbone s'y retrouve sous diverses formes. En milieu aqueux, le dioxyde de carbone CO2 est en équilibre avec les formes hydrogénocarbonate (HCO3−) et ion carbonate (CO32−) :
CO2 + H2O ↔ HCO3− + H+ ↔ CO32− + 2 H+
La répartition de CO2 dans l'océan est approximativement la suivante :
1 % dans le dioxyde de carbone (CO2) ;
90 % dans l'hydrogénocarbonate (HCO3−) ;
9 % dans les ions carbonates (CO32−).
Ces proportions dépendent du pH de l'eau et par conséquent sont très variables dans les eaux continentales.
Cet acide tend à attaquer les carbonates présents dans les fonds océaniques, libérant du CO2 :
CaCO3 + 2 H+ → Ca2+ + CO2 + H2O
Globalement, l'arrivée de CO2 sur le carbonate de calcium conduit à la formation de bicarbonate de calcium :
CaCO3 +CO2 + H2O → Ca2+ + 2 HCO3−
Cette réaction limite la présence de l'ion hydrogène au profit du calcium dissout, et rend les océans plutôt basiques à cause du bicarbonate. Inversement, une arrivée massive de CO2 peut dépasser la capacité tampon des carbonates, et provoquer une acidification des océans.

### Rétroaction climatique

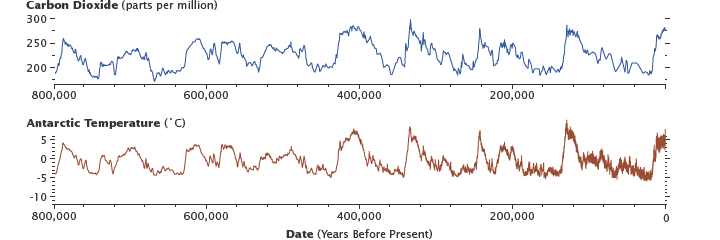
Le taux de dans l'air et la température globale (mesurées ici dans les glaces de l'Antarctique) sont fortement corrélés.

La réaction du cycle atmosphérique du carbone à des variations de température est plutôt complexe.
À court terme, une élévation de la température moyenne des océans diminue la capacité des eaux de surface à capturer CO2. Toutes choses égales par ailleurs, CO2 va dégazer dans l'atmosphère, augmentant la teneur atmosphérique moyenne. Cette augmentation conduit à un effet de serre, qui tend à accentuer la hausse de température et donc le dégazage. Cependant, le volume de la couche océanique superficielle reste limité, et à court terme, cet effet est freiné par le développement de la biosphère, en particulier du plancton marin, qui fixe une partie du carbone sous forme de carbone biologique, et en fait précipiter une autre partie sous forme de carbonates et de déchets organiques.
À plus long terme, la circulation thermohaline fait plonger les eaux les plus denses ; et donc le fond des océans reste à une température sensiblement constante, celle du maximum de densité, tant qu'il reste des régions polaires où ces températures puissent être atteintes. En présence d'une atmosphère plus chargée en CO2, ces eaux froides seront elles-mêmes plus chargées lors de leur plongeon, et augmenteront de ce fait la masse de CO2 présente dans ce réservoir des eaux océaniques profondes.
Les variations de la pression partielle du CO2 dans l'air modifie les flux entre l'atmosphère et les eaux. Étant donné les valeurs très élevées des flux d'échanges dans les deux sens, une augmentation de teneur en CO2 atmosphérique (réservoir de 800 Gt) de 2 à 3 % correspond à une arrivée dans l'océan d'environ 2 à 3 Gt de carbone par an.
La quantité de CO2 dissoute dans l'océan varie avec son pH, du fait de l'équilibre de dissociation :
CO2↑ + H2O ↔ H+ + HCO3−
Dans un milieu plus acide, si le pH diminue d'une unité (augmentation du H+ présent), le pCO2 augmente d'un facteur dix. De même, si l'océan devient plus chargé en gaz carbonique, l'équilibre est déplacé vers la droite et il s'acidifie.

## Cycle du carbone biologique

### Échanges atmosphère-biosphère

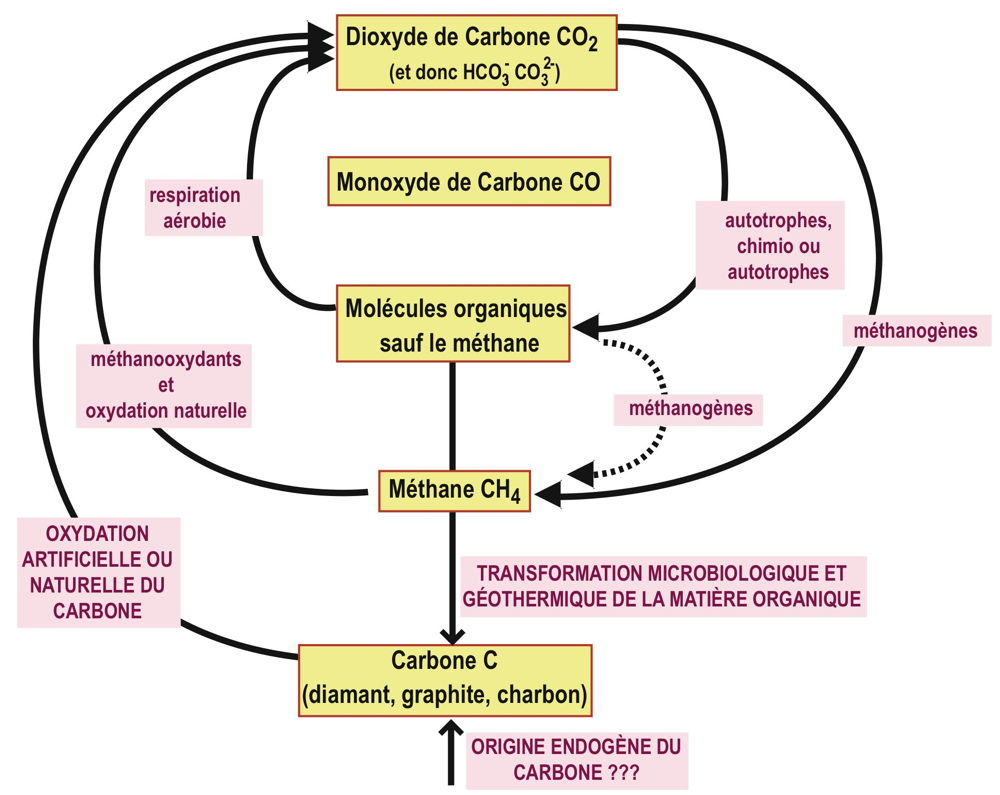
Rôle des êtres vivants dans le cycle du carbone.

Les êtres vivants échangent 60 Gt/an de carbone avec l'atmosphère. Cet échange se fait dans les deux sens : alors que la fermentation, la respiration des bactéries, des animaux et des végétaux dégagent du CO2, la photosynthèse (notamment celle des végétaux chlorophylliens) fixe le carbone dans la matière organique ou biomasse. Ces deux mécanismes font à la fois partie du cycle du carbone et du cycle de l'oxygène. La photosynthèse produit essentiellement un hydrate de carbone, dont la formule brute superpose du carbone et de l'eau, et de l'oxygène, à partir d'eau et de gaz carbonique. On aura par exemple, pour la fabrication du glucose :
6 CO2 + 6 H2O → C6H12O6 + 6 O2
Inversement, la respiration consomme ces matières organiques et de l'oxygène pour produire du gaz carbonique et de l'eau, ce qui correspond globalement à une oxydation de la matière organique.
Dans un écosystème en équilibre, à biomasse constante, la quantité nette de dioxygène produit par les organismes autotrophes (photosynthèse) est égale à la quantité de dioxygène consommée par les organismes hétérotrophes (respiration). Ceci suppose que toute la matière organique sert effectivement à de la respiration, donc ne sort pas de la biosphère mais est consommée par son producteur, des prédateurs, des nécrophages, ou des micro-organismes fossoyeurs.
Mais les écosystèmes ne sont en général pas équilibrés. Globalement, un peu de matière organique s'échappe de la biosphère et n'est pas oxydée, et contribue alors à un stockage de carbone, par la sédimentation, la fossilisation, la formation de kérogène, etc. (voir infra biosphère-lithosphère). Les tourbières par exemple stockent des débris végétaux dans les sols, la tourbe. Cette biomasse « morte » est estimée à 1 600 Gt de carbone, deux fois la quantité de carbone de la biomasse « vivante ». C'est pourquoi le stockage de carbone dans les sols est considéré comme une potentielle solution pour atténuer les émissions de dioxyde de carbone dans l'atmosphère (e.g. 4p1000).
Les ions carbonates seront eux-mêmes en équilibre avec des formes précipitées (carbonate de calcium, qu'on retrouve notamment dans les coquilles d'animaux marins qui formeront le calcaire).
Enfin, le développement des êtres vivants qui captent CO2 (photosynthèse, construction d'une coquille) ou en rejettent (respiration) a une importance non négligeable sur la quantité de carbone dissous et représente une part de la biomasse.

### Rôle des forêts, anciennes notamment
Pendant sa phase de croissance initiale une forêt joue un rôle de puits de carbone : la masse de carbone sous forme de branches, racines et humus augmente à partir de zéro. Par contre, il n'y a pas de consensus scientifique concernant les forêts anciennes.
Une hypothèse posée par Eugène Odum dans les années 1960 était que ces forêts étaient à l'état d'équilibre, c'est-à-dire émettant autant de CO2 qu'elles en absorbent, parce qu'elles ne transféreraient pas de matériaux organiques dans les sols profonds et finalement les couches géologiques. Contrairement aux tourbières, les vastes zones forestières auraient alors été neutres dans le cycle du carbone.
Une étude internationale récente infirme cette hypothèse, montrant que globalement, comme les jeunes forêts, les forêts anciennes peuvent stocker aussi du carbone (plus ou moins selon le contexte climatique et les apports atmosphériques en azote, mais tout à fait significativement). Les auteurs de cette étude invitent donc à intégrer dans les bilans les forêts de 15 et 800 ans d'âge, et surtout à mieux les protéger car leur destruction ou même leur perturbation est cause d'importants relargages de carbone. En effet, les données récentes des réseaux d'observatoires CarboEurope et AmeriFlux ont prouvé que ces forêts anciennes séquestrent annuellement de 0,8 à 1,8 milliard de tonnes de carbone. Les forêts anciennes comptent encore pour environ 15 % de la surface forestière totale (forêt primaires pour 30 % de cette surface, dont la moitié est la forêt boréale située dans l'hémisphère Nord, couvrant (6 × 108 hectares). Elles n'étaient jusqu'ici pas prises en compte dans les bilans-carbone, alors qu'elles séquestrent selon cette étude, notamment dans les transferts vers les litières et leurs sols au moins 10 % de tout le CO2 stocké.

### Échanges lents avec la lithosphère

#### Échanges biosphère-lithosphère (fossilisation)
La fossilisation des êtres vivants morts demande plusieurs millions d'années. Comme le nombre d'organismes vivants ne peut pas augmenter brutalement de manière significative, ce transfert ne change guère au cours du temps. Il est estimé à moins de 0,5 Gt/an.

#### Échanges hydrosphère-lithosphère (sédimentation)
La « sédimentation océanique » : les coquilles des crustacés, des mollusques ou des algues planctoniques se forment par précipitation du calcaire à partir des éléments dissous :
Ca2+ + 2 HCO3− ↔ CaCO3 + CO2 + H2O.
Cette précipitation peut être spontanée dans certaines conditions physico-chimiques.
La sédimentation des coquilles est à l'origine de la plupart des roches contenant du calcaire (craie, calcaire, marne, etc.). Ce calcaire ou carbonate de calcium (CaCO3) reste stocké pendant des centaines de millions d'années (délai de renouvellement moyen : 330 millions d'années, à comparer avec le délai de renouvellement du carbone de l'atmosphère qui est de cinq ans).

### Conclusion des échanges
Le cycle du carbone est donc un système de recyclage très complexe où les processus physiques, chimiques et biologiques sont si intimement liés qu'il devient difficile d'examiner séparément le recyclage des deux formes de carbone (carbone organique et inorganique).
Si le cycle du carbone semble équilibré sur l'échelle des temps géologiques, il arrive souvent que les quantités et les flux de carbone varient de façon assez importante entre différents réservoirs et ont ainsi des implications climatiques majeures.

## Les activités humaines participent au cycle du carbone

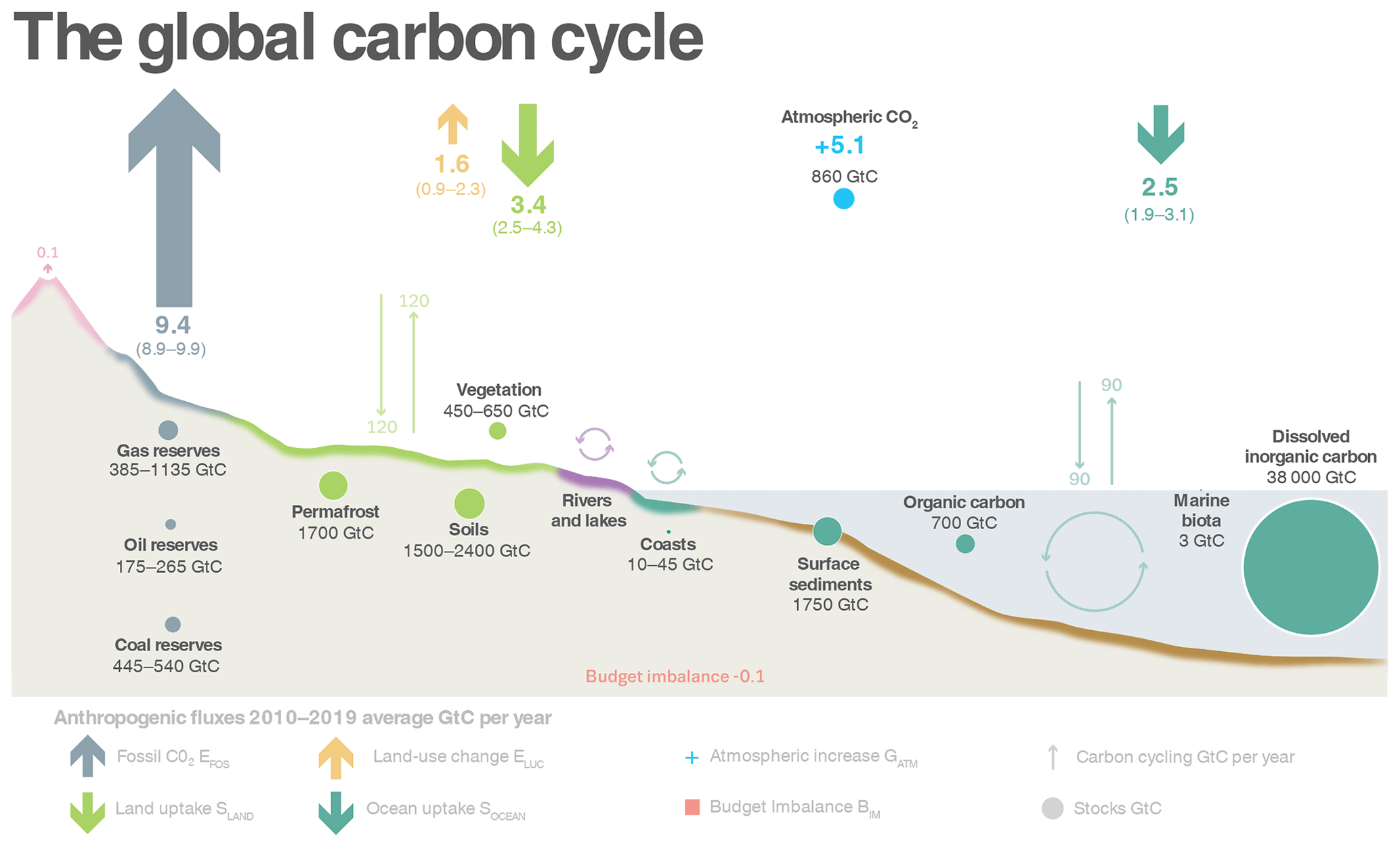
Les activités humaines émettent actuellement environ 11.0 GtC/an.

Les quantités de carbone émises par les activités humaines dans l'atmosphère sont de :
- environ 6,4 GtC/an pour les années 1990[23];
- environ 7,2 GtC/an pour la période 2000-2005[23] ;
- environ 11,0 GtC/an pour la période 2010-2019[24]

Un peu plus de la moitié de ce carbone est absorbé par les puits de carbone naturels : la biosphère par photosynthèse (environ 3,4 GtC/an) et les océans par dissolution (environ 2,5 GtC/an).
Ainsi, la quantité de carbone dans l'atmosphère s'est accrue d'environ 5,1 GtC/an pour la période 2010-2019.

### Combustion

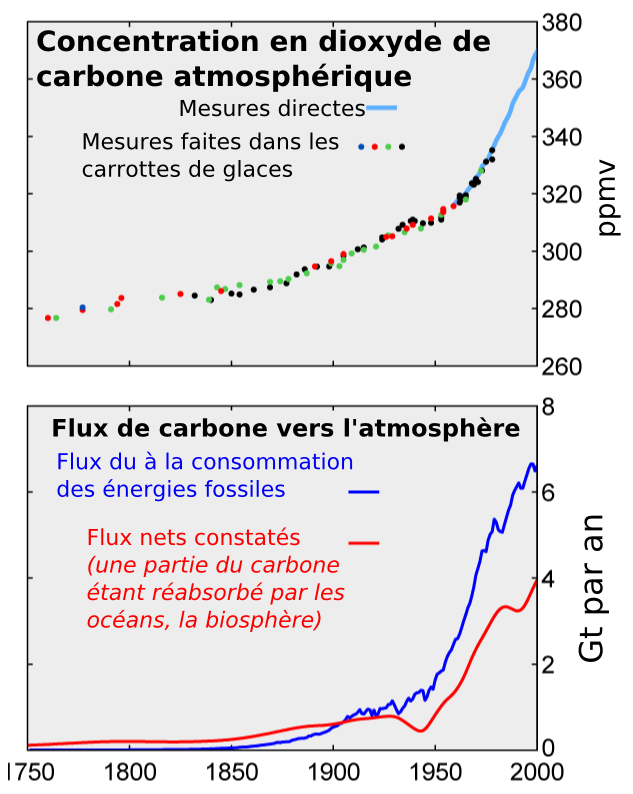
Concentrations et flux en atmosphérique.

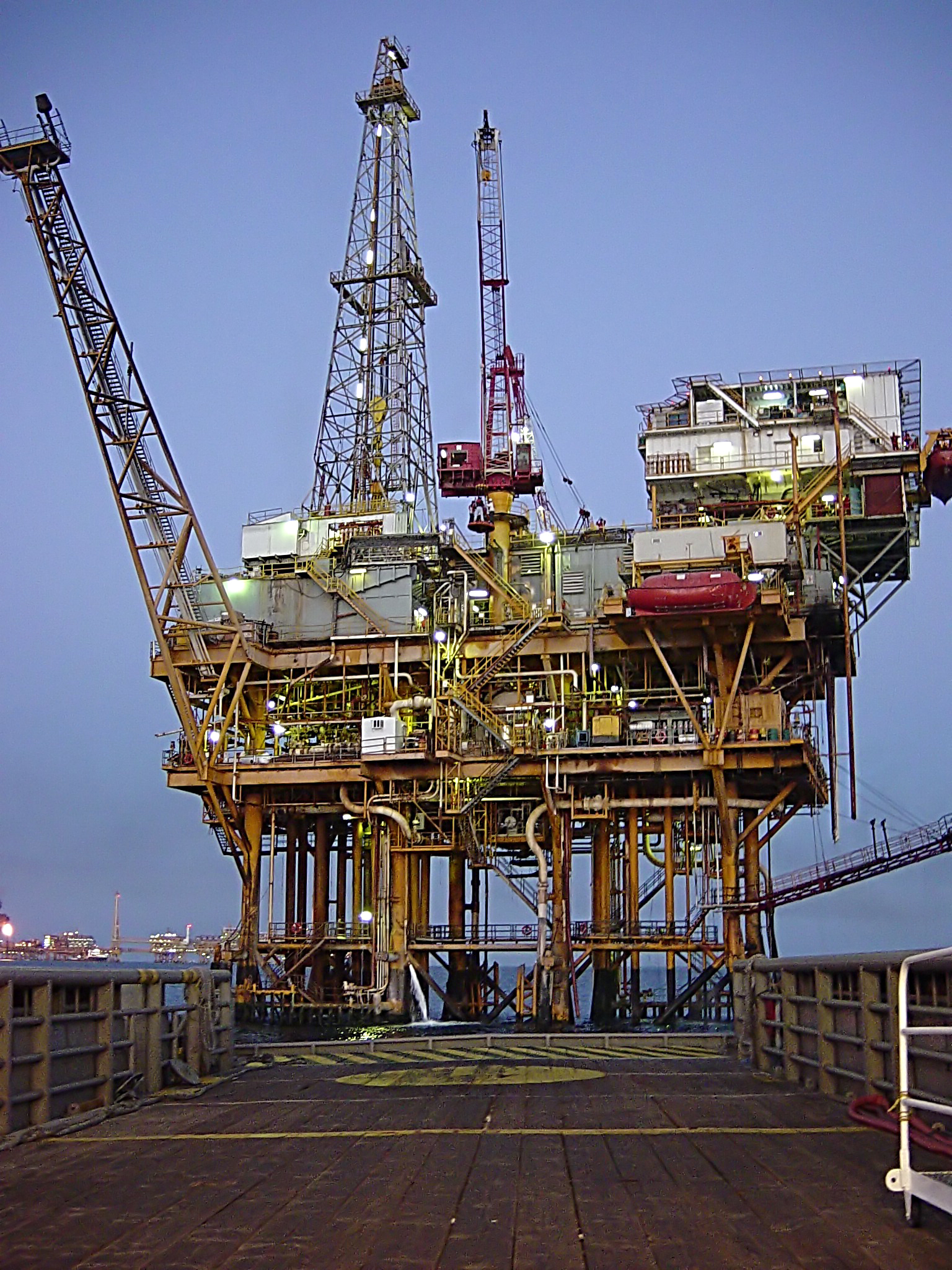
Plate-forme pétrolière, dans le Golfe du Mexique.

Les interventions les plus évidentes de l'homme sont :
- la combustion massive de matières organiques due à la déforestation ;
- la combustion de roches carbonées (charbon, pétrole, gaz naturel) qui rejettent énormément de dioxyde de carbone et de méthane.

### Fabrication du ciment
La fabrication du ciment se fait, entre autres processus, par la calcination du calcaire dans les fours à calcination, dans lesquels CaCO3 est converti en CaO (chaux) avec un rejet de CO2 dans l'atmosphère : CaCO3 minéral ou roche → CaO solide + CO2 gaz
Ce dégagement initial de CO2 lors de la calcination du calcaire ne parait pas très préoccupant. En effet, lors de l'utilisation du ciment produit, la réaction physico-chimique complexe de prise des mortiers & bétons absorbe du CO2 contenu dans l'air dans les mêmes proportions. Dans un premier temps, la transformation de chaux vive en chaux éteinte s'effectue par ajout d'eau (H2O). Cette opération d'extinction, conduite dans un hydrateur industriel, produit l'hydroxyde de calcium Ca(OH)2, avec un fort dégagement de chaleur : CaO + H2O → Ca(OH)2 + 1 155 kJ/kg
Dans un deuxième temps, la prise de la chaux dite « aérienne » s'effectue par carbonatation, c’est-à-dire en réabsorbant autant de dioxyde de carbone (CO2) présent dans l'atmosphère qu'il en avait été précédemment rejeté : Ca(OH)2 + CO2 → CaCO3 + H2O
En revanche, la calcination initiale nécessite beaucoup d'énergie, souvent d'origine fossile. C'est à cause de cette calcination que la fabrication du ciment est à l’origine d’environ 7 à 8 % des émissions totales de CO2 à l'échelle du globe.
La consommation d'énergie à partir de combustible fossile provoque un flux faible (0,2 Gt/an), quoique non négligeable ; le stockage du carbone dans les roches calcaires se ferait à une vitesse équivalente ou légèrement supérieure[réf. nécessaire].

## Effet du réchauffement climatique sur le cycle du carbone
Le cycle du carbone dépend du climat et réciproquement. Les interactions sont complexes, avec des phénomènes qui contribuent à une rétroaction positive, d'autres à une rétroaction négative. Tous les phénomènes ne sont pas complètement identifiés et quantifiés, mais on peut quand même en citer quelques-uns :
- dioxyde de carbone et méthane atmosphériques contribuent à l'effet de serre : une augmentation de leur taux est un facteur de réchauffement climatique ;
- le réchauffement climatique diminue la dissolution du CO2 dans les océans : la solubilité du dioxyde de carbone dans les océans dépend de leur température. Si cette température augmente, la capacité de stockage inorganique des océans diminue et ils se mettent à rejeter eux-mêmes du dioxyde de carbone. L'enclenchement d'un tel cercle vicieux serait catastrophique ;
- le réchauffement climatique peut diminuer le transfert du CO2 vers les eaux profondes, et donc diminuer encore davantage sa dissolution dans les eaux superficielles. S'il prend trop d'ampleur, il pourrait aussi diminuer en grande partie la sédimentation océanique, en ralentissant, voire supprimant sous certaines latitudes, les courants océaniques profonds de la plongée (au niveau du Groenland pour le Gulf Stream et dans l'Océan Pacifique pour la branche asiatique) des eaux froides et plus salées chargée de dioxyde de carbone. Même si cette sédimentation est très faible, c'est elle qui génère l'ensemble des roches carbonatées, c’est-à-dire contenant des carbonates tels le carbonate de calcium (calcaire) ;
- le réchauffement climatique augmente la dégradation de la matière organique des sols gelés (pergélisol) et des milieux tourbeux ce qui rejette dioxyde de carbone et méthane, aggravant l'effet de serre additionnel.